# Adriean Videanu
Adriean Videanu, né le 1er juin 1962 à Crevenicu, județ de Teleorman, est un homme politique et entrepreneur roumain.

## Biographie

### Formation
Adriean Videanu est diplômé de l’université polytechnique de Bucarest, faculté des transports, section véhicules automobiles (1987),.

### Carrière politique

#### Député de Teleorman et premier Vice-Président du PD-L
Adriean Videanu est recruté en 1990 par le Front de salut national (FSN) de Roumanie pour se porter candidat aux législatives. Élu député de Teleorman le 20 mai 1990, il est à 27 ans, l'un des plus jeunes membres du parlement roumain dans sa première législature après la chute du communisme. Il obtient 5 mandats successifs entre 1990 et 2004.
Adriean Videanu fait partie des membres fondateurs du Parti démocrate (PD). En mai 1993, il devient président de l’organisation des jeunes et porte-parole du parti. Lors de la campagne victorieuse de la Convention Démocratique en 1996, il devient secrétaire du bureau exécutif, responsable de la communication et des relations avec les médias,,. En 2001, il est élu vice-président, chargé de la communication et de l’image du parti. Quatre ans plus tard, il devient président exécutif du PD et en 2007, premier vice-président du nouveau parti PD-L qui consacre la fusion entre le PD et le Parti libéral-démocrate (PLD) de Theodor Stolojan,. Il renonce à cette fonction en 2011 mais reste président de la commission des stratégies du parti. En 2012, il est nommé président ad-intérim de l’organisation PD-L de Bucarest.

#### Vice-premier ministre dans le gouvernement Tariceanu
Adriean Videanu est nommé vice-premier ministre chargé de la coordination des politiques économiques en décembre 2004, dans le gouvernement de droite de Călin Popescu-Tăriceanu. Il met en œuvre la réforme du taux unique d’imposition de 16 %, axe central de la stratégie économique du Gouvernement,.

#### Maire général de Bucarest
À la demande du parti, Adriean Videanu renonce à ses fonctions gouvernementales pour se porter candidat à la mairie générale de Bucarest, où des élections partielles doivent avoir lieu à la suite du départ de Traian Băsescu,. Il l’emporte au premier tour avec 53% contre le candidat du Parti social-démocrate (PSD). Durant son mandat, Adriean Videanu lance le plus grand nombre de projets de modernisation de Bucarest depuis la chute du communisme. La priorité est donnée à l’infrastructure et à la desserte routière. Les projets phares démarrés pendant son mandat sont le grand pont routier de Basarab, le stade de foot de 55 000 places Arena Națională et la réhabilitation du centre historique de Bucarest.

#### Ministre de l'Économie, du Commerce et du Milieu des Affaires
En décembre 2008, Adriean Videanu est nommé ministre de l’Économie, du Commerce et du Milieu des Affaires dans le gouvernement de coalition dirigé par Emil Boc. La crise bouleverse le programme économique du gouvernement, qui voit ses rentrées fiscales diminuées de 20 % par rapport aux prévisions,. Adriean Videanu table en particulier sur le secteur énergétique, où la Roumanie a selon lui un avantage régional. Malgré la récession, ce secteur enregistre une croissance importante en 2009. Cependant, à l’été 2010, l’exécutif d’Emil Boc doit faire face à une baisse de popularité significative. Adriean Videanu, qui en est perçu comme l’une des pièces maîtresses, choisit de démissionner dans l’espoir de relancer la dynamique gouvernementale.

#### Homme d'affaires
Adriean Videanu démarre une activité entrepreneuriale familiale au début des années 1990. Le capital est réinvesti en 1994 dans Titan Mar, une société de transformation et distribution des pierres naturelles. Quatre ans plus tard, Titan Mar s’associe avec 2 fonds d’investissement et gagne l’appel d’offres pour la privatisation de Marmosim, le producteur de marbre et pierres naturelles le plus important de Roumanie. Le management du nouvel ensemble est assuré par Adriean Videanu et son épouse, qui en acquièrent le contrôle,. Les ventes sont progressivement orientés vers l’international où Marmosim réussit à imposer ses marques, notamment dans le marbre. L’ensemble Titan Mar - Marmosim réalise en 2011 un chiffre d’affaires cumulé d’environ 17,7 M d’euros.

#### Président de l'Association Monument Ion C. Bratianu
Adriean Videanu est président d’une association locale créée en mai 2012 qui se propose de reconstruire le grand monument érigé en 1903 en plein centre-ville de Bucarest en l’honneur de Ion Brătianu, personnalité symbole de la Roumanie moderne. Le monument réalisé par le sculpteur français Ernest Henri Dubois, a été détruit et fondu en 1948 par le régime communiste.

## Controverses

### Affaire des bordures routières
En février 2008, le magazine Saptamana financiara (La semaine financière) appartenant au trust média Intact Media Group de Dan Voiculescu, chef du Parti Conservateur alors en opposition, soutient qu’au moins une partie des bordures routières installées dans le cadre des nombreux chantiers de voirie en cours à Bucarest seraient fournies par Titan Mar,,. Adriean Videanu indique qu’il n’existe aucun contrat entre la mairie et les sociétés dont il est actionnaire. L’entreprise générale qui a remporté l’appel d’offres aurait sollicité parmi d’autres fournisseurs, Titan Mar, impossible à éviter sur ce marché en raison de sa position de leader. L’entreprise aurait fourni du matériel pour près de 150 000 euros, soit 1,62 % du total investi par la municipalité dans les bordures routières tout à fait légalement. Malgré les explications et clarifications apportées par d’Adriean Videanu, le scandale prend de l’ampleur tandis que les médias et les adversaires politiques l’affublent du sobriquet de « maire - la bordure,,. »

### Procès
Début 2008, un rapport de la Cour des comptes accuse des irrégularités dans la gestion de la municipalité durant son mandat. Une commission d’enquête est organisée au sein du Sénat pour vérifier l’ensemble de son activité à la mairie de Bucarest. En même temps, le tribunal de première instance de Bucarest est saisi d’une plainte civile par la Cour des comptes. S’ensuit également la saisine des juridictions spécifiques comme le DNA (parquet anti corruption) ou l’ANI (Agence Nationale pour l’Intégrité, organisme public instructeur qui vérifie l’existence d’éventuels conflits d’intérêts chez les élus et les dignitaires publics),,. Le procès se termine par une décision définitive et irrévocable de la Cour d’appel de Bucarest en décembre 2011, qui disculpe Adriean Videanu de toute accusation,.
Cette décision fait écho aux enquêtes respectives du DNA et de l’ANI qui ne relèvent aucune illégalité dans la gestion d'Adriean Videanu à la mairie de Bucarest. Cependant, certains médias continuent de l’accabler et l’opposition capitalise sur ces campagnes, qu’elle utilise lors des campagnes électorales de 2008 et 2012.

### Polémiques avec le premier ministre Victor Ponta
Dans les mois précédent les législatives de décembre 2012, Victor Ponta, devenu premier ministre, accuse avec des mots très durs Adriean Videanu d’être responsable de la mauvaise situation chez Hidroelectrica, la compagnie hydro énergétique nationale, d’avoir endetté illicitement la municipalité de Bucarest ou d’avoir commis des fraudes contre les « intérêts de l’État » au combinat chimique Oltchim dont la privatisation organisée par son gouvernement vient d’échouer. À chaque fois, le premier ministre indique que les organismes compétents sont saisis et va jusqu’à se déclarer « convaincu qu’ils feront leur devoir »,. Pour Adriean Videanu, qui critique constamment la politique économique du gouvernement Ponta et l’accuse de manque de vision, ces accusations sont complètement infondées et n’auraient qu’un but populiste et électoral,,,,. Selon certains journalistes, l’origine de ces attaques serait la suppression en 2009, à l’époque où Adriean Videanu était ministre de l’Économie, du contrat de services entre le cabinet d’avocats « Sova et Associés » considéré proche de Victor Ponta et le complexe énergétique de Turceni, ainsi que l’enquête administrative et fiscale qui a suivi concernant les conditions de ce contrat.